# Orso di Ravenna
Orso (in latino Ursus; ... – 13 aprile V secolo) fu vescovo di Ravenna nei primi decenni del V secolo.
È venerato come santo dalla Chiesa cattolica, che lo ricorda il 13 aprile.

## Biografia

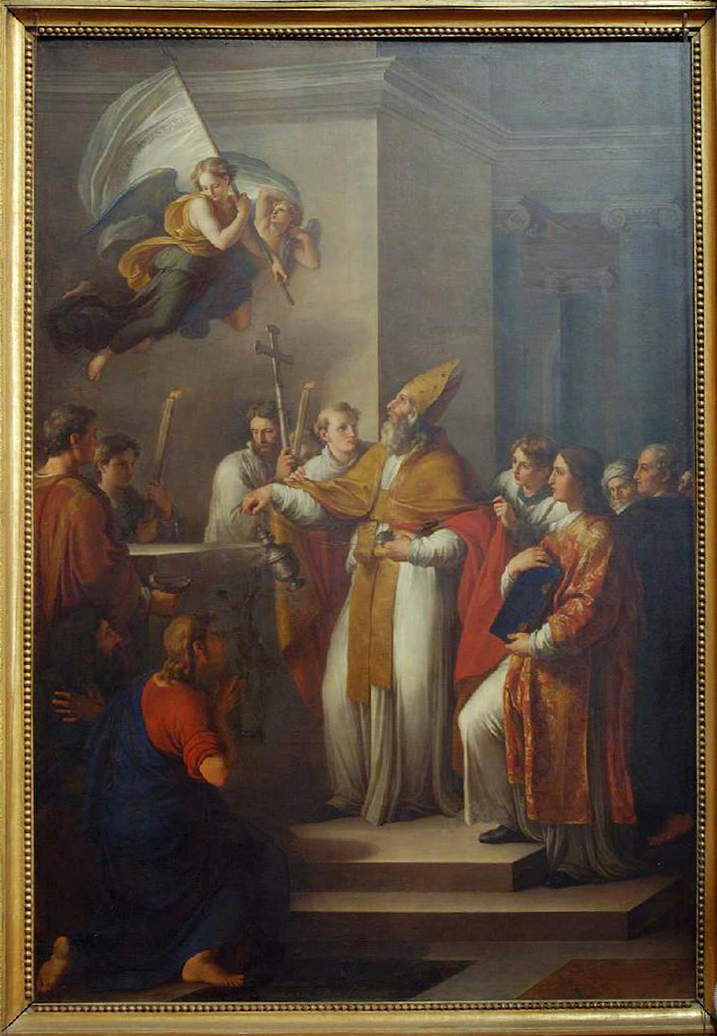
Vincenzo Camuccini, Sant'Orso consacra la cattedrale di Ravenna (1800-1821 circa).

La fonte principale per tracciare una biografia di Orso è il Liber pontificalis ecclesiae ravennatis di Agnello Ravennate, scritto nella prima metà del IX secolo. Secondo Agnello, Orso fu il sedicesimo vescovo di Ravenna, successore di Liberio III e predecessore di Pietro Crisologo. Stando al Liber pontificalis l'episcopato di Orso si svolse all'inizio del V secolo, in concomitanza con l'elevazione di Ravenna a capitale dell'Impero romano d'Occidente ad opera di Onorio (circa 402).
La più importante indicazione riferita da Agnello è la costruzione attribuita ad Orso di una grande basilica (sancta catholica ecclesia), all'interno della città di Ravenna, nella regio Herculana, accanto alla posterula Vincileonis, dunque nei pressi delle mura urbane. Orso completò la costruzione della basilica con la decorazione interna, ricca di stucchi dorati e di mosaici, finanziata da generosi donatori, Euserio, Paolo, Agatone, Sazio e Stefano. La basilica era dedicata alla Hagía Anástasis, ovvero alla Santa Resurrezione e fu consacrata in un giorno di Pasqua; ben presto tuttavia l'edificio divenne noto come basilica Ursiana, dal nome del suo fondatore. Della primitiva costruzione, oggi resta soprattutto il battistero, noto come Battistero Neoniano.
Agnello aggiunge che Orso abitava nell'episcopio, vicino alla basilica, situato iuxta fossam amnis, ossia nei pressi del fossato che correva lungo le mura, e che, secondo Testi Rasponi, corrisponde all'incirca al tracciato dell'antica via Sant'Antonio dei Fossi, l'odierna via Guglielmo Oberdan. Secondo gli storici, la costruzione della basilica-cattedrale e dell'episcopio all'interno delle mura ravennati costituiscono l'indizio più evidente del trasferimento della sede vescovile da Classe a Ravenna, avvenuta all'epoca del vescovo Orso.
Agnello riferisce poi di una tradizione, diffusa al suo tempo, secondo la quale Orso sarebbe stato sepolto all'interno della basilica che lui stesso fece costruire, tra l'altare maggiore e la cattedra vescovile. Questa indicazione è tuttavia errata, poiché ancora nel corso del V secolo era vietato seppellire i morti all'interno del pomerium; inoltre una ricognizione effettuata nel 1517 non portò alla scoperta di nessuna tomba.
Secondo Girolamo Rossi, che nel 1590 scrisse una vita di sant'Orso, pubblicata poi negli Acta Sanctorum, Orso sarebbe stato originario della Sicilia, dove possedeva diversi beni, che furono donati alla Chiesa di Ravenna e che costituirono quel ricco patrimonio già noto verso la metà del V secolo e di cui abbiamo notizia dall'epistolario di Gregorio Magno. Lucchesi ritiene plausibile questa indicazione, che spiegherebbe inoltre la diffusione del culto di santi siciliani a Ravenna sin dal V secolo; mentre non da alcun credito all'altra informazione riferita da Rossi, secondo cui Orso sarebbe stato cugino di san Bassiano, futuro vescovo di Lodi.

## La morte
Agnello riferisce che Orso morì, dopo 26 anni di episcopato, il giorno delle «Idi di aprile» (Idus aprilis), ossia il 13 aprile, e che quel giorno era la festività di Pasqua. Queste due indicazioni riportate da Agnello sollevano però problemi di cronologia, poiché nel corso del V secolo la Pasqua cadde il 13 aprile solo nel 469 e nel 480, e per trovare la Pasqua in questo giorno nel periodo più prossimo a quello in cui visse Orso bisogna arretrare al 396. Diverse sono le soluzioni proposte dagli storici per risolvere questo problema.
Benedetto Bacchini, che per primo pubblicò nel 1708 l'edizione del Liber pontificalis ecclesiae ravennatis, propose una soluzione originale, ponendo la morte di Orso nel 412. Infatti, secondo la liturgia, il giorno di Pasqua inizia con la celebrazione dei primi vespri il sabato sera. Ora, nel 412 la domenica di Pasqua cadeva il 14 aprile; ma poiché già con la sera precedente aveva inizio la festività, Orso sarebbe morto il 13 aprile, come dice Agnello, ma di sabato sera, dopo la celebrazione dei primi vespri.
Oswald Holder-Egger, editore del Liber pontificalis ecclesiae ravennatis per le Monumenta Germaniae Historica, accetta invece la cronologia tradizionale, ponendo la morte di Orso il 13 aprile 396 e dunque la sua elezione nel 370.
Nel 1924 Alessandro Testi Rasponi pubblicò una nuova edizione del Liber di Agnello con commento in italiano. Secondo l'autore le due informazioni di Agnello, e cioè che Orso morì il 13 aprile e che quel giorno era Pasqua, sono inconciliabili e, ammesso che sia morto il giorno di Pasqua, è errata la data delle idi di aprile. Infatti ritiene che nella trasmissione testuale, davanti alla parola Idus sia venuto a mancare un numerale, cosa che modificherebbe il giorno della morte di Orso, avvenuta in uno dei giorni precedenti. Nei primi decenni del V secolo la Pasqua cade in uno dei giorni precedenti le idi di aprile solo nel 424 (VIII idus aprilis, ossia 6 aprile), nel 426 (III idus aprilis, ossia 11 aprile) e nel 429 (VII idus aprilis, ossia 7 aprile). È ad uno di questi tre anni che, secondo Testi Rasponi, si deve attribuire la morte del vescovo Orso.
Giovanni Lucchesi, autore della voce su sant'Orso nella Bibliotheca Sanctorum, diversamente da Testi Rasponi, ritiene corretta la data del 13 aprile, mentre sarebbe errata l'identificazione di questo giorno con il giorno di Pasqua, dovuta ad Agnello. Scrive Lucchesi che «a Ravenna si faceva memoria di Orso il giorno di Pasqua, poiché in tal giorno si celebrava la festa dell'Ursiana; da ciò Agnello dedusse che il santo fosse morto in un giorno di Pasqua». Inoltre, l'unico modo per Agnello di conoscere la data della morte di Orso, in mancanza di iscrizioni sepolcrali, era che questa fosse già inserita nel calendario ravennate nel IX secolo. Lucchesi conclude che Orso è morto il 13 aprile, ma resta sconosciuto l'anno esatto, «probabilmente attorno al 425».

## Culto
Il culto verso il vescovo Orso è antichissimo, ed è attestato fin dal VI secolo nei mosaici della basilica di Sant'Apollinare in Classe, dove viene rappresentato, vestito in abito sacerdotale e recante un libro in mano, accanto ai vescovi Ursicino, Severo ed Ecclesio; nel mosaico si trova l'iscrizione Sanctus Ursus.
La sua memoria era celebrata a Ravenna il giorno di Pasqua, anniversario della dedicazione per mano sua della basilica Ursiana.
Il Martirologio Romano fa memoria di sant'Orso il 13 aprile con queste parole: «A Ravenna, sant'Orso, vescovo, che trasferì la sede episcopale di Classe in questa città e dedicò la chiesa cattedrale nel giorno di Pasqua in onore della Santa Anástasis; nello stesso giorno qualche anno più tardi anch'egli passò alla gloria della resurrezione».